# Gefleckte Hausfliege
Die Gefleckte Hausfliege (Graphomya maculata) ist eine Fliege aus der Unterfamilie Mydaeinae innerhalb der Echten Fliegen (Muscidae). Gattungsname und Artname leiten sich von altgriechisch γράφω grafo für „schreiben“, altgriechisch μυῖα myia für „Fliege“ sowie lateinisch maculata für „gefleckte“ ab.

## Merkmale

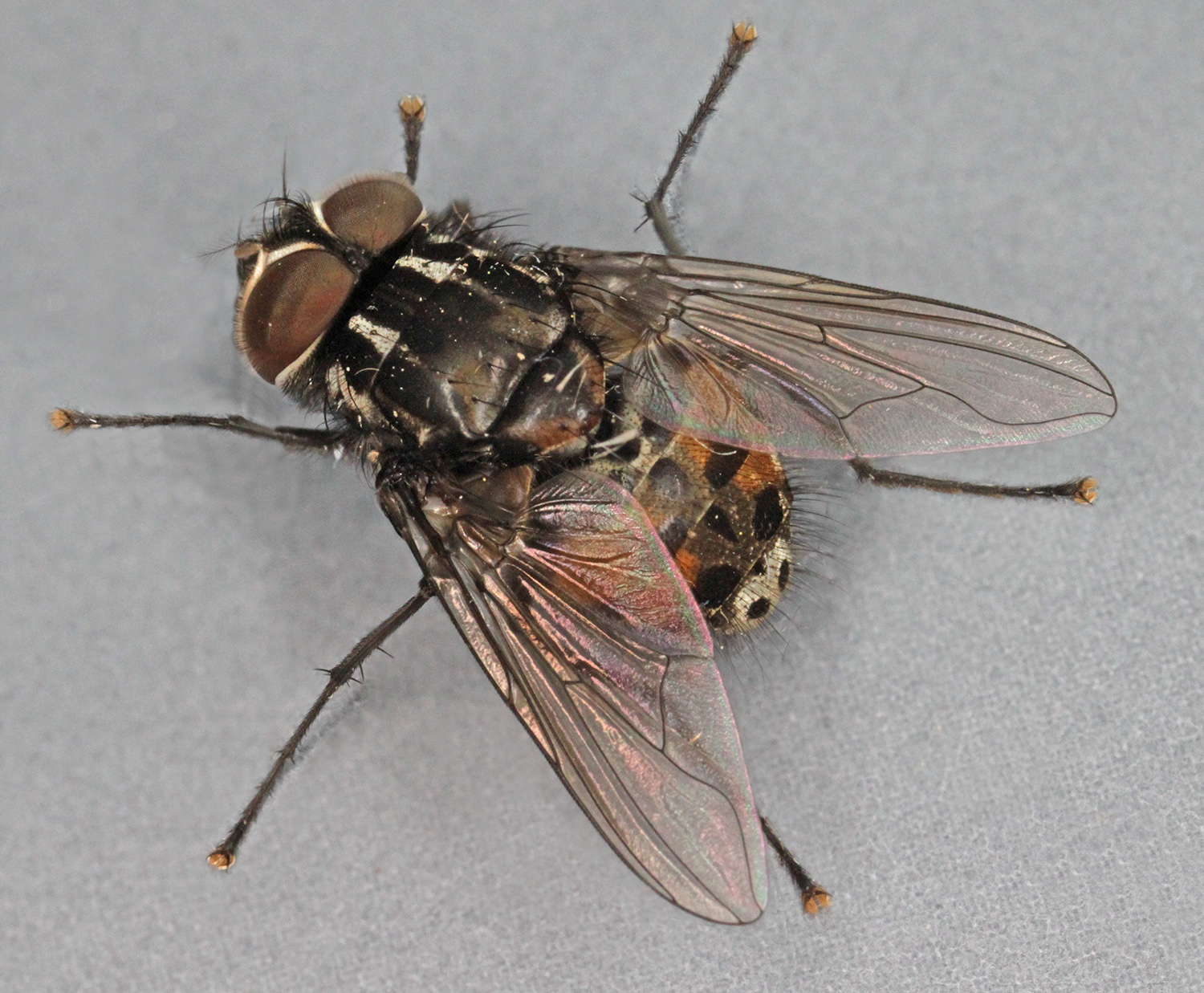
Männchen

Die Gefleckte Hausfliege wird etwa 7 mm bis 9 mm groß und hat eine ziemlich rundliche Statur. Ihr Thorax is recht kontrastreich gezeichnet. Die Färbung des Hinterleibs unterscheidet sich bei Männchen und Weibchen: Während die Weibchen einen grau-schwarz gefleckt gezeichneten Hinterleib haben, sind die Männchen hier orange gefleckt gezeichnet. Ihre Augen sind rotbraun gefärbt. Es gibt im Verbreitungsgebiet noch die ähnliche Art Graphomya minor. Sie kann auch mit der Herbstfliege verwechselt werden.

## Lebensweise
Die Fliege ist mit Abstand am häufigsten im Mai und Oktober zu finden. Vereinzelt wird sie aber auch schon ab März bis in den Winter gefunden. Sie besucht gern Doldenblütler wie zum Beispiel Wald-Engelwurz oder Korbblütler wie zum Beispiel Acker-Kratzdisteln. Die Fliegen legen ihre Eier an nassen Orten mit reichlich verrottendem Pflanzenmaterial ab. Ihre Larven leben räuberisch und erbeuten vor allem andere Fliegenlarven wie zum Beispiel die der Mistbiene.

## Verbreitung
Das Hauptverbreitungsgebiet der Gefleckten Hausfliege ist Europa und Nordafrika nördlich der Sahara. Sie bewohnt gerne Wiesen, Weiden oder Waldränder und andere Habitate mit genügend Vegetation und feuchten Stellen zur Eiablage.